# San Francisco Grand Prix
De San Francisco Grand Prix was een eendagswielerwedstrijd die werd verreden in San Francisco. In 2005 maakte de wedstrijd deel uit van de UCI America Tour maar werd een jaar later volledig opgeheven omwille van economische en politieke problemen.

## Lijst van winnaars
2005 · 
2006 · 
2007 · 
2008 · 
2009 · 
2010 · 
2011 · 
2012 · 
2013 ·
2014 ·
2015 ·
2016 ·
2017 · 
2018 ·
2019 ·
2020 ·
2021 ·
2022 ·
2023 ·
2024 ·
2025
Belangrijkste wedstrijden

Ronde van San Luis · Ronde van Californië · Ronde van Utah · USA Pro Challenge · Ronde van Alberta